# Libelle (Kryptographie)
Libelle ist ein nicht offengelegtes, symmetrisches Verschlüsselungsverfahren des Bundesamtes für Sicherheit in der Informationstechnik.
Es wird auf einem sogenannten PLUTO-Chip in Hardware implementiert. Der Chip erlaubt Schlüssellängen bis 160 Bit. Das Verfahren findet in bestimmten Versionen von SINA-VPN Verwendung. Es ist vom BSI für den Schutz von Verschlusssachen (VS) des Geheimhaltungsgrades STRENG GEHEIM zugelassen.
Die Sicherheitsphilosophie des BSI verlangt, für die Verarbeitung von staatlichen Verschlusssachen höherer Geheimhaltungsgrade nur unveröffentlichte Algorithmen einzusetzen (Security through obscurity). Im Gegensatz dazu setzen die Sicherheitsorgane der Vereinigten Staaten bis zur höchsten Geheimhaltungsstufe auf die offengelegten Verfahren der Suite B und verwenden nur für besonders kritische Systeme die geheimen Verfahren der Suite A.
Laut des Pluto-Datenblattes hat Libelle (bis zu?) 160 Bit Schlüssellänge und arbeitet mit 64 Bit Blockgröße. Pluto unterstützt die kryptographischen Betriebsmodi ECB, CBC und CFB/OFB mit einer Blockgröße von 1, 8, 16, 32 oder 64 Bit.